# Trithemis aequalis
Trithemis aequalis é uma espécie de libelinha da família Libellulidae.
Pode ser encontrada nos seguintes países: Botswana, Namíbia e Zâmbia.